# 尾叶五加
尾叶五加（学名：Eleutherococcus cuspidatus）为五加科五加属的植物，为中国的特有植物。分布于中国大陆的四川等地，一般生长在森林下，目前尚未由人工引种栽培。

## 异名
- Acanthopanax cuspidatus Hoo
- Acanthopanax cuspidatus Hoo var. tienchuanensis Hoo